# Спеціальні методи збагачення, зневоднення і грудкування тонко- і дрібнодисперсного вугілля

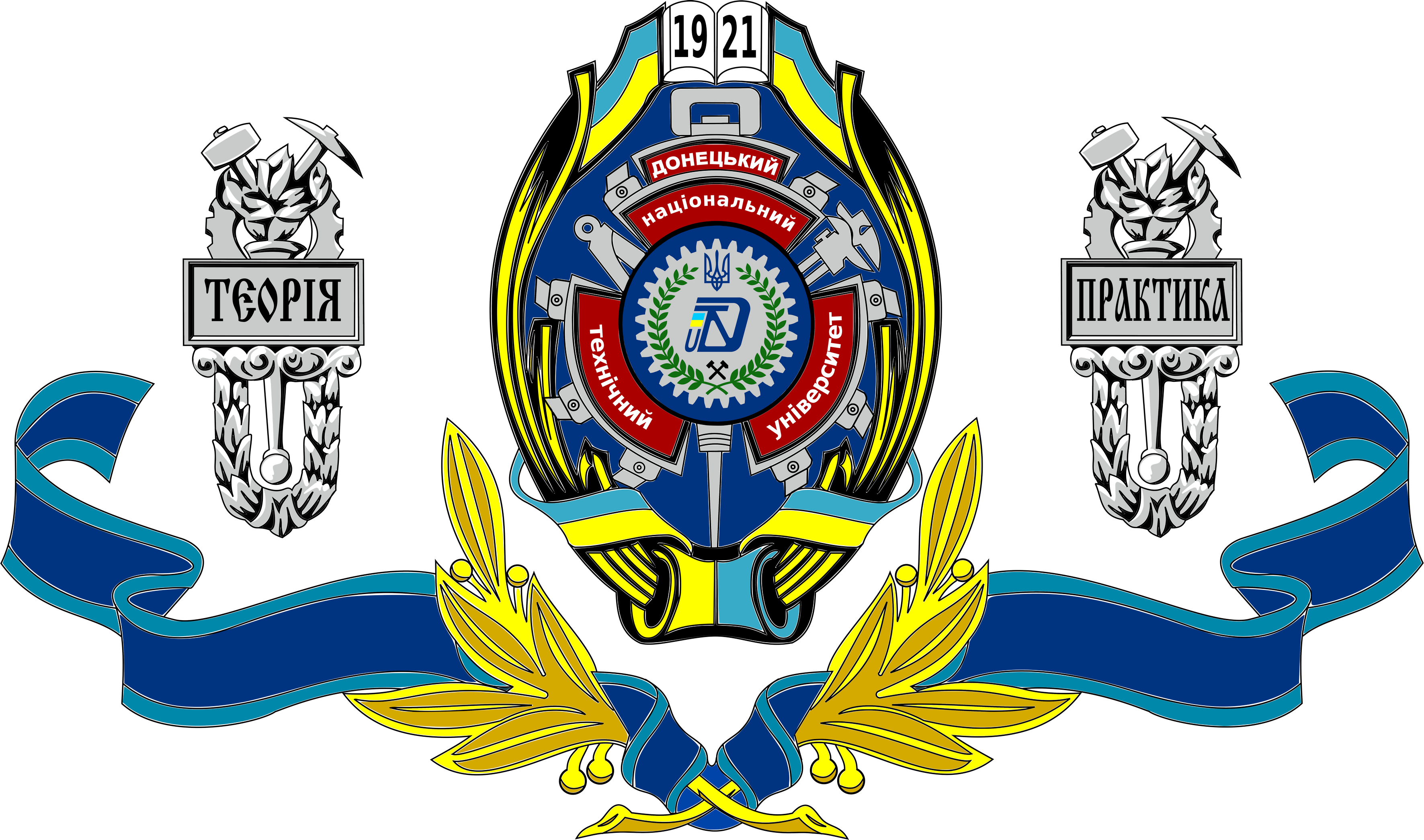

Спеціальні методи збагачення, зневоднення і грудкування тонко- і дрібнодисперсного вугілля — наукова школа в Донецькому національному технічному університеті. Існувала з 1980-х практично по 2014 рік.
Біля витоків стояв і фактично очолив наукову школу «Спеціальні методи збагачення, зневоднення і грудкування тонко- і дрібнодисперсного вугілля» доктор технічних наук і професор Єлішевич Аркадій Танхумович.
До цієї наукової школи, зокрема, належать доктор технічних наук, професор Білецький Володимир Стефанович та доктор технічних наук, професор Сергєєв Павло Всеволодович, а також к.т.н. Ю. Л. Папушин, к.т.н. В. І. Залевський, PhD А.Кхелуфі, н.с. Л. О. Коткіна, к.т.н. Ш. Ж. Курманкулов та інші.
Наукова школа «Спеціальні методи збагачення, зневоднення і грудкування тонко- і дрібнодисперсного вугілля» співпрацювала з
Донецькою науковою школою вуглехімії (ІНФОВ НАН України).
Причини припинення існування наукової школи в Донецьку — Російська збройна агресія проти України (2014—2015) і вимушений виїзд з регіону її провідних науковців.

## Результати науково-дослідних і випробовувально-промислових робіт членів наукової школи «Спеціальні методи збагачення, зневоднення і грудкування тонко- і дрібнодисперсного вугілля»
Результати діяльності Школи покладені в основу 2-х докторських і 5 кандидатських дисертацій, понад 20 магістерських робіт (керівники д.т.н., проф.. В. С. Білецький, д.т.н., проф.. П. В. Сергєєв, к.т.н., проф.. Ю. Л. Папушин), а також технічних рішень, захищених близько 50 авторськими свідоцтвами і патентами, опубліковані в декількох сотнях наукових та науково-практичних статей, в ряді матеріалів міжнародних конференцій (у США, Україні, Польщі, Росії, Чехії, Німеччині, Туреччині, Японії, Китаї, Австралії), ряді монографій, основними з яких є:
1. Обогащение ультратонких углей / А. Т. Елишевич, Н. Д. Оглоблин, В. С. Белецкий, Ю. Л. Папушин. — Донецк: Донбасс, 1986. — 64 с.
2. Білецький В. С., Сергеев П. В., Папушин Ю. Л. — Теорія і практика селективної масляної агрегації вугілля — Донецьк: Грань. — 1996. — 264 с.
3. Перспективы освоения соленых углей Украины / В. С. Белецкий, С. Д. Пожидаев, А. Кхелуфи, П. В. Сергеев. — Донецк: ДонГТУ, УКЦентр, Східний видавничий дім — 1998. — 96 с.
4. Сергєєв П. В., Білецький В. С. Селективна флокуляція вугілля. — Донецьк: ДонДТУ, УКЦентр, Східний видавничий дім — 1999, 136 с.
5. Нікітін І. М., Сергєєв П. В., Білецький В. С. Селективна флокуляція вугільних шламів латексами. — Донецьк: Східний видавничий дім. — 2001. — 152 с.
6. Сергєєв П. В., Білецький В. С. Селективна флокуляція вугільних шламів органічними реагентами. (монографія). — Донецьк: Східний видавничий дім, Донецьке відділення НТШ, «Редакція гірничої енциклопедії», 2010. — 240 с.
7. Смирнов В. О., Білецький В. С. Флотаційні методи збагачення корисних копалин. Донецьк: Східний видавничий дім, НТШ-Донецьк — 2010. — 496 стор.

Крім того, науковий і прикладний доробок наукової школи знайшов відображення у ряді сучасних підручників та посібників зі збагачення вугілля, зокрема: Смирнов В. О., Сергєєв П. В., Білецький В. С. Технологія збагачення вугілля. Навчальний посібник. — Донецьк: Східний видавничий дім, — 2011. — 476 с.
Доробок наукової школи «Спеціальні методи збагачення, зневоднення і грудкування тонко- і дрібнодисперсного вугілля» став надбанням вітчизняної науки і практики, а також увійшов до вітчизняної навчальної, монографічної та енциклопедичної літератури.